# Катмис
Катмис (устар. Катмисс) — река в России, протекает по Сосновоборскому району Пензенской области.Длина реки составляет 35 км. Площадь водосборного бассейна — 269 км².
Начинается в селе Верхний Катмис. Течёт в общем южном направлении последовательно через дубово-берёзовый лес, деревню Пичилейка, сосново-берёзовый лес, деревни Кардафлей, Водолей и село Нижний Катмис. В самых низовьях отклоняется к юго-востоку. Устье реки находится в 743 км по правому берегу реки Сура у деревни Альмяшевка. Ширина реки в низовьях — 14 метров, глубина — 0,5 метра.
Основные притоки — балка Кончак (лв), овраг Баевский (лв), реки Дерилейка (пр, в 11 км от устья) и Дмитриевка (пр).

## Данные водного реестра
По данным государственного водного реестра России относится к Верхневолжскому бассейновому округу, водохозяйственный участок реки — Сура от истока до Сурского гидроузла, речной подбассейн реки — Сура. Речной бассейн реки — (Верхняя) Волга до Куйбышевского водохранилища (без бассейна Оки).
Код объекта в государственном водном реестре — 08010500112110000035222.

## Этимология
Ката, Катай, Кадя – чувашское языческое имя, -ис (буртасское) – «вода, река».